# Dekanat gdański
Dekanat Gdański (właśc. Protoprezbiterat Gdański) – jeden z 4 dekanatów (protoprezbiteratów) greckokatolickich eparchii olsztyńsko-gdańskiej utworzony 13 marca 2021, obejmujący obszar zachodniej części eparchii – województwo pomorskie. Dziekanem (protoprezbiterem) od 13 marca 2021 jest ks. Stefan Prychożdenko – proboszcz parafii św. Jerzego w Bytowie.

## Parafie
W skład dekanatu wchodzi 11 parafii i placówek duszpasterskich:
1. Parafia Trójcy Świętej w Barkowie – Barkowo 46, (gmina Człuchów)
2. Parafia św. Jerzego w Bytowie – Bytów, ul. Pochyła 7/40
3. Parafia Poczęcia św. Jana Chrzciciela w Człuchowie – Człuchów, ul. Traugutta 12
4. Parafia św. Jana Chrzciciela w Dębnicy Kaszubskiej – Dębnica Kaszubska, ul. Kościelna 2
5. Parafia św. Bartłomieja i Opieki Najświętszej Maryi Panny w Gdańsku (Konkatedra i Sanktuarium św. Włodzimierza Wielkiego) – Gdańsk, ul. Zaułek św. Bartłomieja 1
6. Greckokatolicka placówka duszpasterska w Gdyni – Gdynia, ul. Armii Krajowej 26
7. Greckokatolicka placówka duszpasterska w Kartuzach – Kartuzy, ul. Gdańska 12
8. Parafia św. Dymitra w Lęborku – Lębork, ul. Kartuska 2
9. Parafia św. Michała Archanioła w Słupi – Słupia
10. Parafia św. Mikołaja w Smołdzinie – Smołdzino, ul. Kościelna 1
11. Parafia św. Mikołaja w Żelichowie – Żelichowo 31, 82–100 Nowy Dwór Gdański

## Sąsiednie dekanaty
Dekanat Elbląski, Dekanat Słupski (epar. wrocławsko-koszalińska), Dekanat Poznański (epar. wrocławsko-koszalińska)